# April Is the Cruelest Month
April Is the Cruelest Month is de negentiende aflevering van het eerste seizoen van het tienerdrama Beverly Hills, 90210, die voor het eerst werd uitgezonden op 11 april 1991. De titel verwijst naar een regel uit T.S. Eliots gedicht The Waste Land uit 1922.

## Verhaal
Brandon raakt bevriend met Roger, een rijke klasgenoot. Roger speelt professioneel tennis die onder druk wordt gezet door zijn vader in zijn tenniscarrière. Als Brandon ontdekt dat hij een pistool meeneemt, vreest hij dat Roger zijn vader uit woede zal doodschieten. Hij zet alles op alles om hem te stoppen.
Ondertussen worden Kelly en Brenda positief verrast door de scores van hun SAT, terwijl Donna een verschrikkelijke resultaat krijgt. Als ze bij de directrice opbiecht constant achter te lopen, neemt ze een test en blijkt ze dyslectisch te zijn.

## Rolverdeling
- Jason Priestley - Brandon Walsh
- Shannen Doherty - Brenda Walsh
- Jennie Garth - Kelly Taylor
- Ian Ziering - Steve Sanders
- Gabrielle Carteris - Andrea Zuckerman
- Luke Perry - Dylan McKay
- Tori Spelling - Donna Martin
- Carol Potter - Cindy Walsh
- James Eckhouse - Jim Walsh
- Matthew Perry - Roger Azarian
- Denise Dowse - Mrs. Yvonne Teasley
- Nicolas Coster - George Azarian
- Sharon Case - Darla Dillon